# Vauchelles-les-Quesnoy
Vauchelles-les-Quesnoy település Franciaországban, Somme megyében. Lakosainak száma 809 fő (2022. január 1.). Vauchelles-les-Quesnoy Abbeville, Bellancourt, Caours, Épagne-Épagnette, Neufmoulin és Saint-Riquier községekkel határos.

## Népesség
A település népessége az elmúlt években az alábbi módon változott:
| Lakosok száma | 825  | 840  | 866  | 851  | 853  | 848  | 835  | 822  | 809  |
|               | 2013 | 2015 | 2016 | 2017 | 2018 | 2019 | 2020 | 2021 | 2022 |